# Ischyja gynnis
Ischyja gynnis là một loài bướm đêm trong họ Noctuidae.